# Різьблярик
Різьблярик (лат. Anaglyptus Mulsant, 1839) — великий, еволюційно прогресивний рід жуків з родини Скрипунових, який налічує близько 40-50 видів видів.

## Етимологія назви
Наукова латинізована назва «Anaglyptus» утворена від давньогрецького «ἀναγλύφω», що означає «різьблений візерунками».
Українська назва «Різьблярик» утворена від «різьблений», що перегукується із науковою і відображає морфологічну особливість — вигадливий візерунок на надкриллях імаґо.

## Розмаїття
До роду Різьблярик залічують такі види:
Підрід Aglaophis Thomson, 1857
1. Anaglyptus colobotheoides (Bates, 1884)
2. Anaglyptus decemmaculatus (Gressitt, 1935)
3. Anaglyptus fasciatus (Thomson, 1857)
4. Anaglyptus humerosus (Chevrolat, 1863)
5. Anaglyptus nokosanus (Kano, 1930)
6. Anaglyptus producticollis Gressitt, 1951
7. Anaglyptus rufobasalis Tippmann, 1955
8. Anaglyptus sericellus Holzschuh & Lin, 2015
9. Anaglyptus ulmiphilus (Holzschuh, 1982)
10. Anaglyptus watsoni (Gahan, 1906)

Підрід Aglaophis Mulsant, 1839
1. Anaglyptus abieticola Holzschuh, 2003
2. Anaglyptus ambiguus Holzschuh, 1992
3. Anaglyptus annulicornis (Pic, 1933)
4. Anaglyptus arabicus (Küster, 1847)
5. Anaglyptus arakawae Kano, 1933
6. Anaglyptus baeticus Verdugo, Lencina & Baena, 2019
7. Anaglyptus bicallosus (Kraatz, 1882)
8. Anaglyptus confusus Holzschuh, 1999
9. Anaglyptus croesus Pesarini & Sabbadini, 1996
10. Anaglyptus danilevskii Miroshnikov, 2000
11. Anaglyptus flavus Viktora, Tichý & Rapuzzi, 2013
12. Anaglyptus ganglbaueri Reitter, 1886
13. Anaglyptus gibbosus (Fabricius, 1787)
14. Anaglyptus graphellus Holzschuh, 2011
15. Anaglyptus gressitti Holzschuh, 1999
16. Anaglyptus kanssuensis Ganglbauer, 1889
17. Anaglyptus longispinis (Gardner, 1939)
18. Anaglyptus luteofasciatus Pic, 1905
19. Anaglyptus malickyi Holzschuh, 1991
20. Anaglyptus marmoratus (Holzschuh, 1982)
21. Anaglyptus matsushitai Hayashi, 1955
22. Anaglyptus mysticoides Reitter, 1894
23. Різьблярик загадковий — Anaglyptus mysticus (Linnaeus, 1758)
24. Anaglyptus niponensis Bates, 1884
25. Anaglyptus obscurissimus Pic, 1901
26. Anaglyptus praecellens Holzschuh, 1981
27. Anaglyptus simplicicornis Reitter, 1905
28. Anaglyptus subfasciatus Pic, 1906
29. Anaglyptus tichyi Miroshnikov, Bi & Lin, 2014
30. Anaglyptus trocolii Miroshnikov, 2015
31. Anaglyptus vicinulus Holzschuh, 1999
32. Anaglyptus yakushimanus Hayashi, 1968
33. Anaglyptus zappii Rapuzzi & Sama, 2014

## Розповсюдження
Види роду Різьблярик мають євразійське розповсюдження із двома великими центрами диверсифікації: Європа і Південно-Східна Азія. Деякі види із деревиною завезені до Північної Америки.
В Україні розповсюджений лише один вид — Різьблярик загадковий (Anaglyptus mysticus (Linnaeus, 1758)).